# غلاف جذري ظهاري (غلاف هيرتويغ)
غلاف جذر هيرتويغ الظهاري (أج إيه أر أس) أو غلاف جذري طلائي (بالإنجليزية: Hertwig epithelial root sheath (HERS) or epithelial root sheath) هو تكاثر الخلايا الظهارية الواقعة في الحلقة العنقية لعضو الميناء في سن نامي. يبدأ غلاف جذر هيرتويغ الظهاري في تكوين العاج في جذر السن عبر التسبب في تمايز الخلايا السنية من الحليمة السنية. يتفكك غلاف الجذر في نهاية المطاف مع رباط دواعم السن، لكن القطع المتبقية التي لا تختفي تمامًا تُرى على أنها بقايا الخلايا المالاسية الظهارية (إيه أر أم). يمكن أن تصبح هذه البقايا كيسية، مؤديًة إلى عدوى لثوية في المستقبل. 

## تركيب
ينشأ غمد جذر هيرتويغ الظهاري من طبقتي ظهارة الميناء الداخلية والخارجية لعضو الميناء. 

## وظيفة
يكون الغلاف مسؤول أيضًا عن الجذور المتعددة أو الإضافية (النمو الوسطي) والقنوات الجانبية أو الإضافية في الجذر (إقتحام النسيج الظهاري). إنه أمر مثير للجدل، ولكن قد يكون الغلاف مُشاركًا في تولد الملاط وإفراز السمنتوم، أو أن الانتاجات المكونة من الغلاف قد تكون مرتبطة بجزيئات متعلقة بالمينا، وأن هذه البروتينات قد تبدأ في تكوين الملاط اللاخلوي. 

## حيوانات أخرى
يكون غلاف هيرتويغ في الثدييات بنية مؤقتة، إلا أنها في البرمائيات هي بنية دائمة إلى حد ما. هنا لا تنفذ ظهارة الجذر كما هو الحال في الثدييات. يمكن ملاحظة ثلاثة مراحل متميزة من تطور الغلاف الجذري الظهاري داخل الفقاريات.
1. في الأسماك العظمية والغضروفية، لا يتكّون غلاف جذري أو جذر فعليًا، ويقتصر نمو الأسنان على نمو التاج. يتكّون مفصل غير مرن بين السن والعظم عند الطرف القمي للسن إذ يبقى النسيج الظهاري مفتوحًا.
2. في البرمائيات والزواحف غير التمساحية، يتكّون غمد الجذر المستمر دون تجزئة النسيج الظهاري. مرة أخرى، يتّكون رابط صلب إلى حد ما بين العظم والسن عند الطرف القمي للسن دون تواجد النسيج الظهاري.
3. في التماسيح والثدييات، يكون الـغلاف بنية مؤقتة وقطع تشكّل بقايا خلايا مالاسية ظهارية. من خلال الفجوات الموجودة في ظهارة الجذر، يمكن لعناصر الرباط اللثوي أن تشكل اتصالًا مرنًا بين العظم والجذر.

## تاريخ
لم يُكتشف غمد جذر هيرتويغ الظهاري في أي نوع من الثدييات. وبدلًا من ذلك، أكتشف أوسكار هيرتويغ هذه البنية الظهارية في عام 1874 في حيوان برمائي (انظر الملاحظات أدناه لمزيد من المناقشة في الحيوانات الأخرى). 

## أنظر أيضًا
- ملاط السن
- عاج السن
- تطور الأسنان البشرية
- بزوغ سني